# ناندور (سرزمین میانه)
ناندور یا به صورت مفرد ناندو الف‌های تلری اند. آنها سومین خانواده از الف‌ها در داستانی‌های تالکین اند.
ناندور در زبان کوئنیا یعنی آنهایی که بازگشتند. آنها چون رهبرشان دان (لنوه در زبان کوئنیا) نام داشت خود را داناس نام گذاشتند اما بعدها نامشان به الف‌های جنگلی یا چوبی تغییر کرد.

## پیشینه
هنگامی که الف‌هایی که پیاده مهاجرت می‌کردند به کوه‌های مه‌آلود رسیدند برخی به رهبری لنوه (دان یا دِنوِگ در ناندوری) همراهان سفر خود را ترک کردند و در امتداد آندوئین به سوی جنوب رفتند.